# Mosaico romano

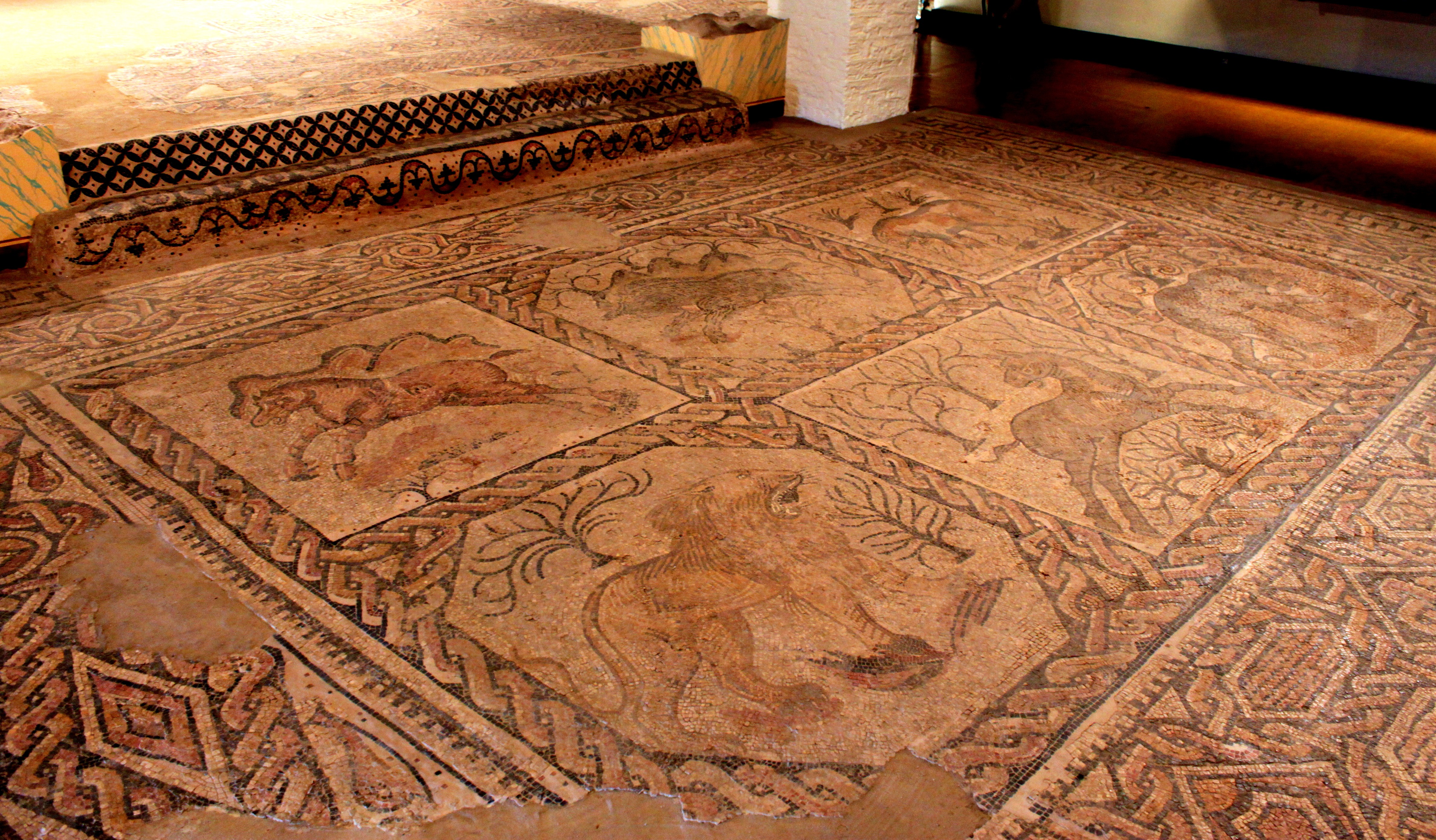
Vista parcial del mosaico romano de la villa del Camino de Albalate (Calanda), sito en el Museo Provincial de Teruel.

En historia del arte, el término mosaico romano hace referencia al mosaico (del latín (opus) mosaĭcum, traducido como "(obra) relativa a las Musas") característico del arte de la antigua Roma. 
Cuando la antigua Roma fue conquistando a lo largo del siglo II a. C. las regiones de Asia Menor y de Grecia, el mosaico era ya común en todo el mundo de habla griega. El arte del mosaico pasó con facilidad al orbe romano comenzando así un género artístico-industrial, del que hicieron una verdadera especialidad. Se extendió de tal forma que puede decirse que no hubo casa o villa romana donde no hubiera mosaicos. Al principio, cuando el arte del mosaico empezó a desarrollarse en Roma, se hacía sobre todo para decorar los techos o las paredes y pocas veces los suelos porque se tenía miedo de que no ofreciera suficiente resistencia a las pisadas. Pero más tarde, cuando este arte llegó a la perfección, descubrieron que se podía pisar sin riesgo y comenzó la moda de hacer pavimentos de lujo. Los mosaicos como pavimento eran para los romanos como puede ser una alfombra persa y de alta calidad en los tiempos modernos.
Los romanos construían los mosaicos con pequeñas piezas llamadas teselas, de ahí que se refiriesen a ellos también como opus tessellatum. Las teselas son piezas de forma más o menos cúbica, hechas de rocas calcáreas o material de vidrio o cerámica, muy cuidadas y elaboradas y de distintos tamaños. El artista las disponía sobre la superficie, como un puzle, distribuyendo el color y la forma y aglomerándolas con una masa de cemento.
Los mosaicos eran para los romanos un elemento decorativo para los espacios arquitectónicos. Llegó a ser un arte tan apreciado y difundido que en el siglo III d. C. el emperador Diocleciano promulgó un decreto en el que estableció el precio que los artistas podían dar a sus obras, según los grados de calificación previa. Cuando en el año 330 el emperador Constantino I trasladó la capital del Imperio romano de Oriente a Bizancio, otorgó bastantes facilidades y favoreció el éxodo a los maestros griegos y romanos fabricantes de mosaicos (llamados mosaistas). En Bizancio el arte del mosaico se unió con la tradición oriental y dio lugar a una evolución que se distinguió sobre todo por el uso muy generalizado de grandes cantidades de oro.

## Variantes técnicas

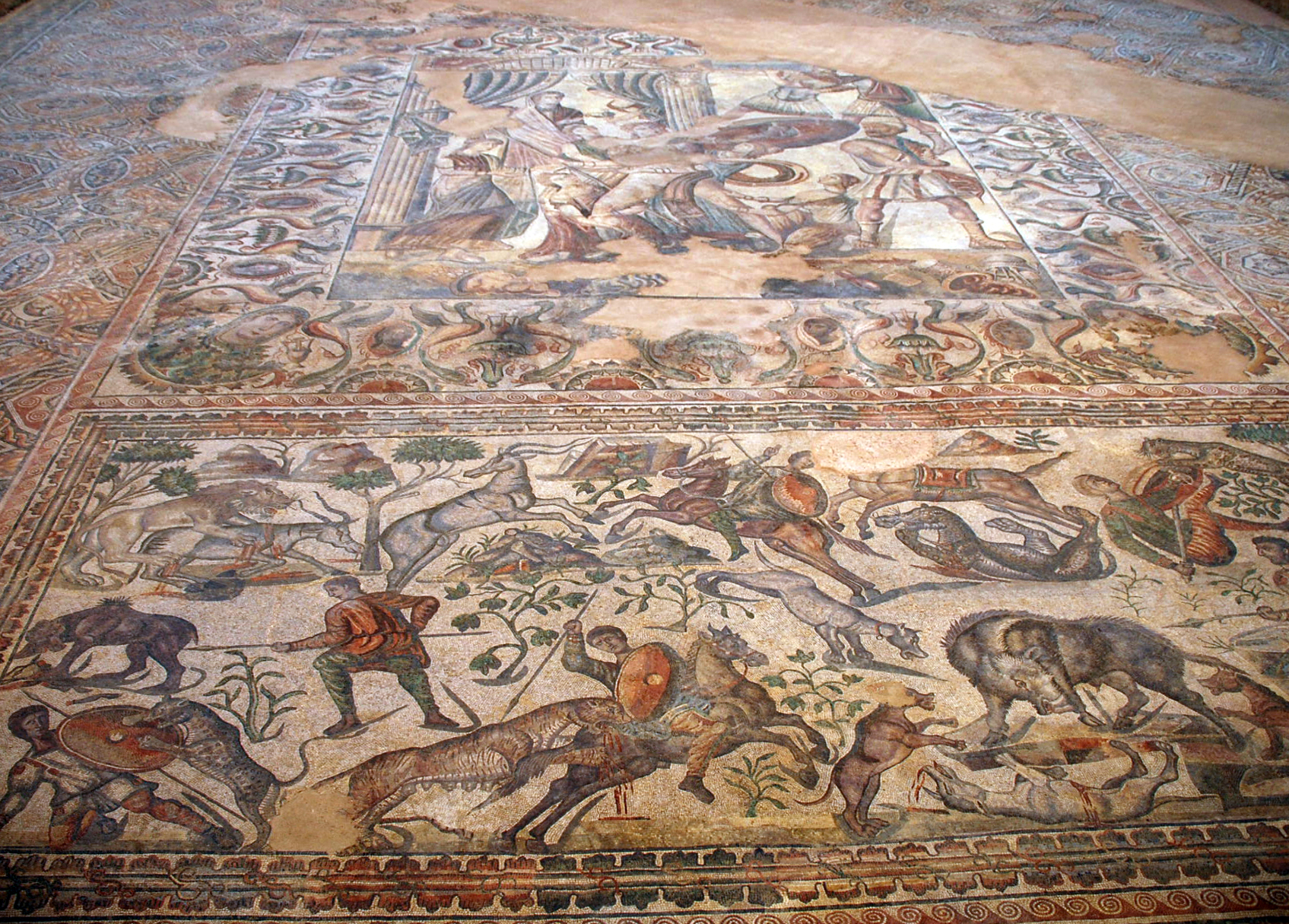
Mosaico romano figurativo en la villa romana de La Olmeda, Pedrosa de la Vega (Palencia, Castilla y León).

Dependiendo del tamaño de las teselas, de los dibujos y del lugar de destino del mosaico, los romanos daban un nombre diferente a este trabajo:
- Opus vermiculatum era de origen griego y se hacía con unas piedras muy pequeñitas. Con ellas el artista podía dibujar con bastante facilidad las curvas, las siluetas y toda clase de objetos que pudieran requerir más precisión. Se colocaban las teselas en una hilera continua que seguía las líneas del contorno y del dintorno (límite de las principales partes internas) de las figuras que se quería dibujar. El nombre viene del diminutivo latino vermiculus (de vermis -is, gusano). Lo llamaban así porque las líneas del dibujo recordaban las sinuosidades del gusano.[2]
- Opus musivum, que se hacía para los muros. Este término empezó a emplearse a finales del siglo III.
- Opus sectile, cuyos dibujos estaban hechos con piedras más grandes y de diferentes tamaños. La técnica era recortar placas de mármol de diversos colores para componer las figuras geométricas, de animales o humanas. Era un trabajo muy parecido a la taracea. Los mejores ejemplos de este trabajo se conservan en el Palatino de Roma y proceden del Palacio Flavio.
- Opus signinum, de Segni (en la región del Lacio, en la Italia central junto al mar Tirreno). En este lugar había fábricas de tejas y en ellas se obtenía con los desechos un polvo coloreado que al mezclarlo con la cal daba un cemento rojizo muy duro e impermeable. Este producto se empleó bastante en toda Italia y en Occidente para crear los suelos y como revestimiento de piscinas (estanques para peces), cubas de salazón, cisternas, etc. A veces, para darle más consistencia se añadían a la masa guijarros y piedras machacadas.

Distinguían además entre la obra de musivum (mosaico) y la de lithostrotum (λιθoστρωτoν), literalmente "pavimento de piedra" en sentido general. Se llamaba así al pavimento de una vía o camino, de una plaza abierta o de un foro, o al del suelo de algún edificio (como el del Panteón de Agripa de Roma, hecho en pórfido).
Se daba a la obra este nombre de lithostrotum cuando el material consistía en piedras naturales de formación volcánica (sílex) y mármoles de diferentes colores. Los bloques para la construcción eran poligonales.

## Fabricación de pavimentos

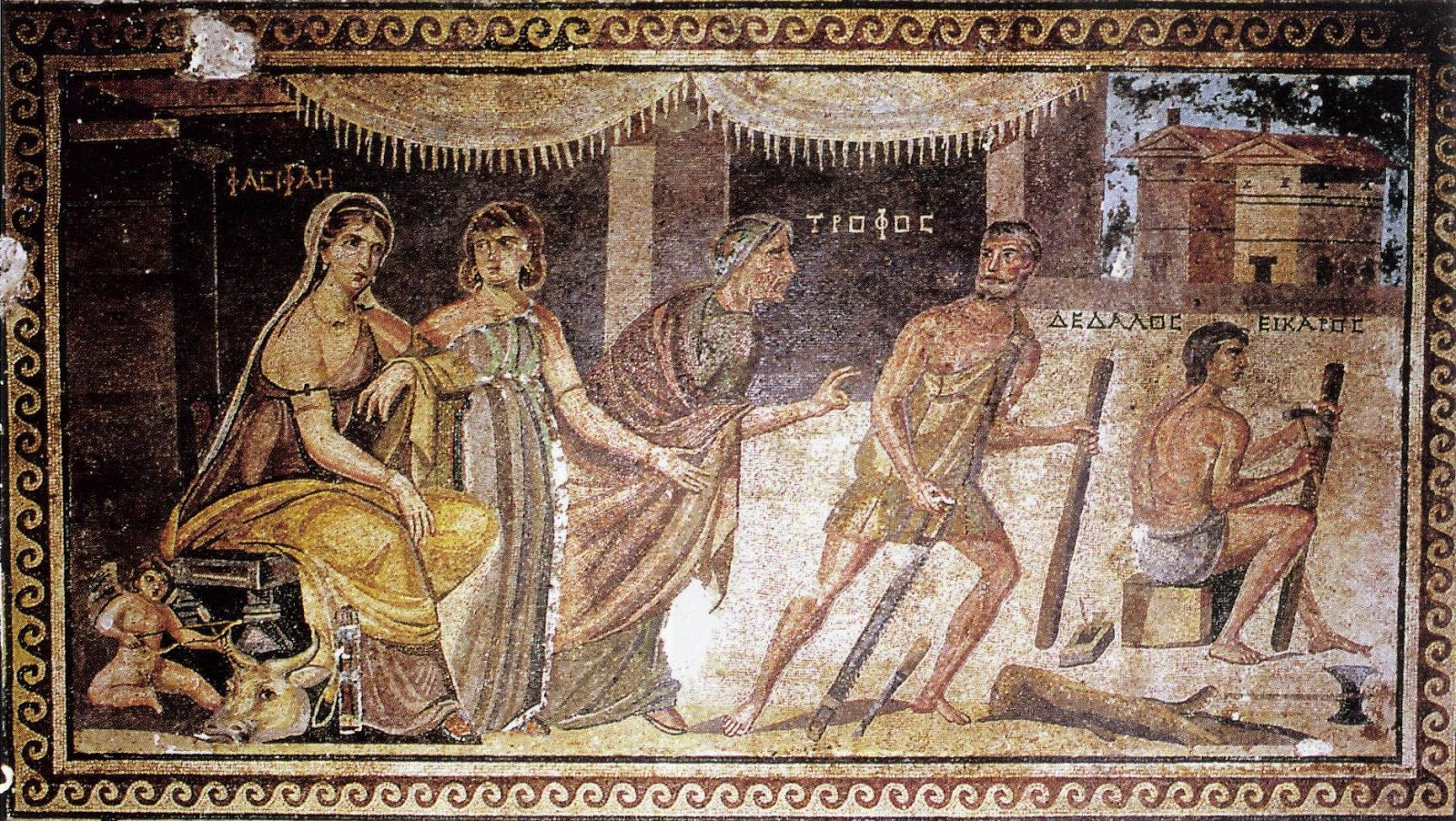
Pasiphae, Daedalus y la vaca de madera, mosaico de Zeugma, Museo Gaziantep.

Para fabricar un pavimento hecho de mosaico seguían una serie de pasos que con el tiempo se fueron perfeccionando. El lugar de fabricación era un taller especial. Allí lo primero que se hacía era diseñar el cuadro y este trabajo tomaba el nombre de emblema (palabra esdrújula), voz tomada del griego que viene a significar "algo que se incrusta en". Después de haber diseñado el cuadro se hacía una división de acuerdo con el colorido. Se sacaba a continuación una plantilla en papiro o en tela de cada una de esas parcelas divididas y sobre dicha plantilla se iban colocando las teselas siguiendo el modelo escogido con anterioridad. Las teselas se colocaban invertidas, es decir la cara buena que luego se vería tenía que estar pegada a la plantilla. Cuando este trabajo estaba terminado, los expertos lo transportaban in situ para que el artista concluyera allí su obra.
Pero antes de colocar las teselas había que preparar bien el suelo para recibirlas. Esta era una labor muy importante que requería experiencia y habilidad. En primer lugar se allanaba hasta conseguir que fuera horizontal pero con una inclinación suave y calculada que facilitase el deslizamiento del agua hacia los sumideros. El suelo tenía que ser firme y estable pues una leve rotura de una sola tesela podía conducir a la degradación de toda la obra. Los eruditos y arqueólogos encontraron un claro ejemplo de cómo se podía llevar a cabo esta construcción en el famoso mosaico de Issos encontrado en Pompeya. El firme para recibir finalmente las teselas estaba así constituido (de abajo arriba):
- Suelo natural acondicionado
- Mortero mezclado con polvo de teja y carbones
- Polvo de teja
- Capa de mortero
- Teselas del mosaico

## Temas
El mosaico romano es considerado como una pintura hecha de piedra. Es un arte que vive de la pintura en cuanto a temas se refiere. Los asuntos de un mosaico no tienen identidad propia, son los mismos que pueden encontrarse en la pintura, pero se diferencia de ella en que la perspectiva es falsa y forzada. Su inspiración está en los dibujos de los tapices de los tejidos y de la obra pictórica.
En los pavimentos de domus romanas del siglo II d. C., es típica la aparición de la imagen de Medusa, empleada como signo profiláctico o de protección de los habitantes de la casa.

## Conservación
Los mosaicos romanos son fáciles de descubrir para los arqueólogos y hasta el momento su número es muy elevado, pero presentan una gran dificultad de conservación. El lugar idóneo parece ser que está en los museos donde el cuidado, la limpieza, temperatura, humedad, etc., se hallan a su disposición, pero el problema está en el espacio que se necesitaría para almacenarlos de manera merecedora.